# 1020

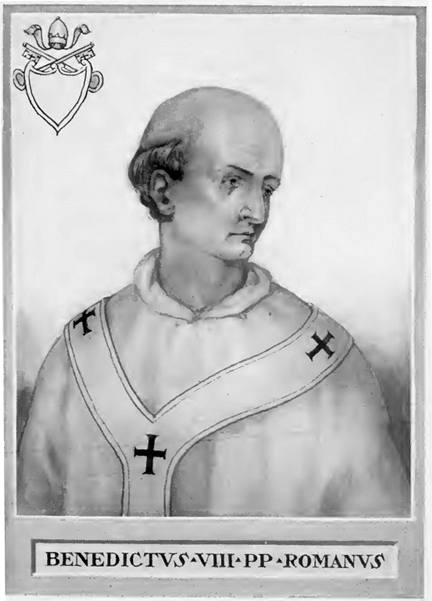
Paus Benedictus VIII (r. 1012 - 1024)

Het jaar 1020 is het 20e jaar in de 11e eeuw volgens de christelijke jaartelling.

## Gebeurtenissen

### Europa
- Voorjaar - Keizer Hendrik II ("de Heilige") maakt plannen om Zuid-Italië binnen te vallen. Paus Benedictus VIII reist met een delegatie naar Bamberg om Henry te ontmoeten, hij wordt vergezeld door een groep Italiaanse kerkelijke leiders. Henry verleent Melus van Bari de titel "hertog van Apulië", voor zijn campagne tegen de Byzantijnen. Na enkele controverses met de bisschoppen van Mainz en Würzburg te hebben opgelost, overtuigt Benedictus de militaire raad en Henry een derde campagne naar Italië te beginnen, om de groeiende macht van het Byzantijnse Rijk tegen te gaan.[1]
- 29 augustus - Graaf Dodiko overlijdt zonder opvolger en laat zijn bezittingen na aan het bisdom Paderborn (huidige Duitsland).

### Religie
- Eerste schriftelijke vermeldingen van Lermoos, Lund (gesticht door koning Knoet de Grote) en Wassenberg.
- De Mahavirahal (onderdeel van een boeddhistisch tempelcomplex) van de Fengguotempel wordt gebouwd.
- Stichting van de abdij Saint-Germain-en-Laye door koning Robert II ("de Vrome").
- Hendrik II ("de Heilige") benoemd Poppo tot abt van de dubbelabdij van Stavelot.
- De kathedraal van Chartres wordt door brand voor de vierde keer verwoest.

## Geboren
- Almodis van La Marche, Frans edelvrouw (overleden 1071)
- Koenraad I (Kuno), hertog van Beieren (overleden 1055)[2]
- Stefanus IX, paus van de Katholieke Kerk (overleden 1058)
- Willem I ("de Grote"), graaf van Bourgondië (overleden 1087)
- Willem FitzOsbern, Normandisch edelman (overleden 1071)
- Willem van Poitiers, Frans kroniekschrijver (overleden 1090)
- Wulfhilde, Noors prinses en hertogin (overleden 1071)[3]

## Overleden
- 29 augustus - Dodiko, Duits edelman en gouwgraaf
- Bernard ("de Prikkelbare"), Frans edelman en graaf
- Ferdowsi (Ferdusi), Perzisch dichter en schrijver
- Melus van Bari, Lombardisch edelman en hertog